# Rallye Sanremo 1983
Le Rallye Sanremo 1983 (25. Rallye San Remo), disputé du 1er au 7 octobre 1983, est la  cent-vingt-et-unième manche du championnat du monde des rallyes (WRC) courue depuis 1973, et la dixième manche du championnat du monde des rallyes 1983.

## Contexte avant la course

### Le championnat du monde
Ayant succédé en 1973 au championnat international des marques (en vigueur de 1970 à 1972), le championnat du monde des rallyes se dispute sur un maximum de treize manches, comprenant les plus célèbres épreuves routières internationales, telles le Rallye Monte-Carlo, le Safari ou le RAC Rally. Depuis 1979, le championnat des constructeurs a été doublé d'un championnat pilotes, ce dernier remplaçant l'éphémère Coupe des conducteurs, organisée à seulement deux reprises en 1977 et 1978. Le calendrier 1983 intègre douze manches pour l'attribution du titre de champion du monde des pilotes dont dix sélectives pour le championnat des marques (le Rallye de Suède et le Rallye de Côte d'Ivoire en étant exclus). Les épreuves sont réservées aux catégories suivantes :
- Groupe N : voitures de grande production de série, ayant au minimum quatre places, fabriquées à au moins 5000 exemplaires en douze mois consécutifs ; modifications très limitées par rapport au modèle de série (bougies, amortisseurs).
- Groupe A : voitures de tourisme de grande production, fabriquées à au moins 5000 exemplaires en douze mois consécutifs, avec possibilité de modifications des pièces d'origine ; poids minimum fonction de la cylindrée.
- Groupe B : voitures de grand tourisme, fabriquées à au moins 200 exemplaires en douze mois consécutifs, avec possibilité de modifications des pièces d'origine (extension d'homologation portant sur 10% de la production). Les élargisseurs d'aile rapportés sont interdits[2].
- En outre, les anciennes voitures des groupes 2 (tourisme spécial) et 4 (grand tourisme spécial) sont admises à participer aux manches mondiales, mais leurs résultats ne seront pas pris en compte dans le cadre du championnat[3].

Champion du monde des constructeurs en 1982, Audi partait une nouvelle fois favori cette saison, son coupé Quattro à transmission intégrale étant réputé imbattable dans les épreuves hivernales et dans celles disputées sur terre, majoritaires. Grâce à une organisation exemplaire et à la polyvalence de sa berlinette à moteur central arrière, la Scuderia Lancia est cependant en passe de remporter le titre. Conçue exclusivement pour la compétition, la Rally 037 a fait preuve d'une remarquable fiabilité et s'est déjà imposée à quatre reprises, trois fois aux mains de Walter Röhrl et une fois avec Markku Alén. Obtenant en outre de nombreuses places d'honneur, la marque italienne possède douze points d'avance sur sa rivale allemande et une victoire en Italie lui assurerait un quatrième titre mondial quelle que soit l'issue de la dernière épreuve du calendrier.
C'est cependant Hannu Mikkola, premier pilote Audi, qui est le mieux placé au championnat du monde des conducteurs ; le pilote finlandais compte quatre victoires cette saison et possède dix-huit points d'avance sur Röhrl, qui de son côté ne souhaite pas défendre ses chances et dispute ici sa dernière apparition mondiale de la saison.

### L'épreuve
Bien que deux éditions de cette épreuve aient été courues dans les années 1920, ce n'est qu'à partir de 1961 que le « Rally dei Fiori » a été régulièrement organisé, obtenant dès 1962 un statut international. Disputée sur un parcours mixte alternant routes goudronnées et pistes de terre, la manche italienne du championnat d'Europe fut rebaptisée « Rallye Sanremo », du nom de la ville organisatrice. En 1970, l'épreuve fut intégrée au championnat international des marques, devenu championnat du monde trois ans plus tard. C'est le terrain de prédilection de la Scuderia Lancia, qui s'y est imposée à onze reprises entre 1961 et 1979.

## Le parcours

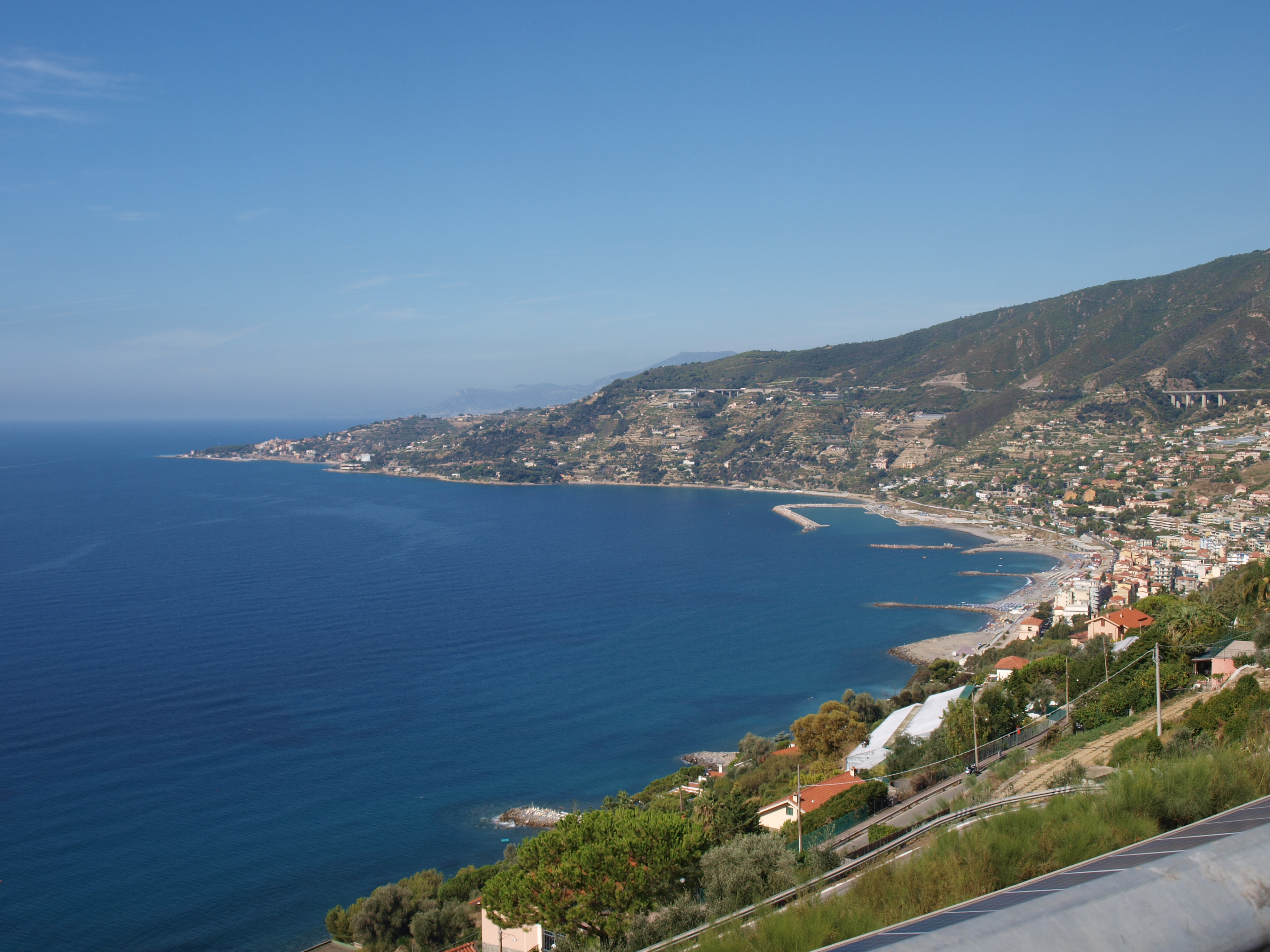
San Remo, ville départ et arrivée du rallye.

- vérifications techniques : 1er octobre 1983 à San Remo
- départ : 2 octobre 1983 de San Remo
- arrivée : 7 octobre 1983 à San Remo
- distance : 2695,6 km, dont 775,89 km sur 58 épreuves spéciales
- surface : asphalte (44%) et terre (56%)
- Parcours divisé en cinq étapes[5]

### Première étape
- San Remo - San Remo, le 2 octobre
- distance : 254,4 km dont 82,20 sur 6 épreuves spéciales (asphalte)

### Deuxième étape
- San Remo - Sienne, le 3 octobre
- distance : 936,4 km dont 205,78 sur 19 épreuves spéciales (terre)

### Troisième étape
- Sienne - Pise, le 4 octobre
- distance : 606,8 km dont 225,71 sur 18 épreuves spéciales (terre)

### Quatrième étape
- Pise - San Remo, du 5 au 6 octobre
- distance : 521,0 km dont 98,50 sur 7 épreuves spéciales (asphalte)

### Cinquième étape
- San Remo - San Remo, du 6 au 7 octobre
- distance : 377,0 km dont 163,70 sur 8 épreuves spéciales (asphalte)

## Les forces en présence
- Audi

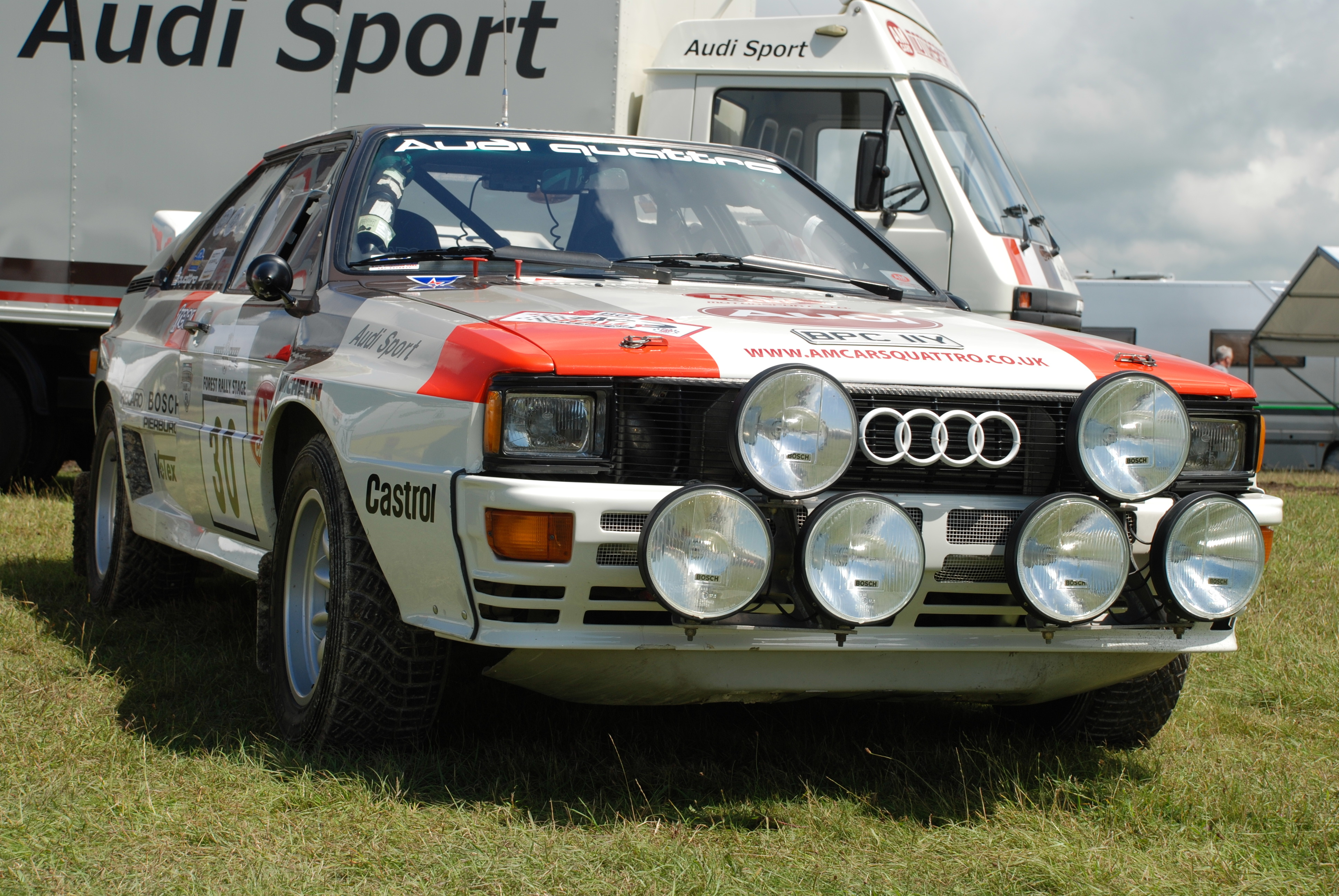
Quatre Audi Quattro officielles seront au départ.

Audi Sport a engagé quatre Quattro A2 groupe B, Bernard Darniche complétant l'équipe habituelle composée d'Hannu Mikkola, Stig Blomqvist et Michèle Mouton. Ces coupés à transmission intégrale pèsent environ 1050 kg. Ils sont équipés d'un moteur cinq cylindres vingt soupapes de 2109 cm3 à injection Bosch, suralimenté par un turbocompresseur KKK, d'une puissance de l'ordre de 340 chevaux à 7000 tr/min. La marque allemande utilise des pneus Michelin.
- Lancia

La Scuderia Lancia est présente en force sur ses terres : en plus des trois Rally 037 groupe B officielles confiées à Walter Röhrl, Markku Alén et Attilio Bettega, cinq autres ont été préparées par le département compétition de la marque italienne : deux engagées par le Jolly Club pour Adartico Vudafieri et Massimo Biasion, celle de l'écurie Tre Gazzelle pour Andrea Zanussi et celle de l'écurie Griffone pour Fabrizio Tabaton. Une huitième machine, préparée chez Autotecnica, est aux mains d'Antonio Tognana. Le moteur quatre cylindres de 1995 cm3 équipant ces berlinettes de 960 kg est placé en position centrale arrière. Muni d'un système d'injection mécanique Kugelfischer et suralimenté par un compresseur volumétrique Abarth, il développe 310 chevaux à 8000 tr/min. Les Lancia sont chaussées de pneus Pirelli.
- Opel

L'écurie Opel Rothmans engage deux Manta 400 groupe B pour Ari Vatanen et Henri Toivonen. Ces coupés de 960 kg sont dotés d'un moteur quatre cylindres de 2420 cm3 alimenté par deux carburateurs Weber double corps, délivrant 275 chevaux à 7250 tr/min. Au côté des deux Opel officielles, on trouve deux autres Manta 400 préparées chez Virgile Conrero, plus puissantes (285 chevaux) mais plus lourdes (995 kg). elles sont aux mains de Dario Cerrato et 'Lucky'. Les quatre voitures sont équipées de pneus Michelin.
- Ferrari

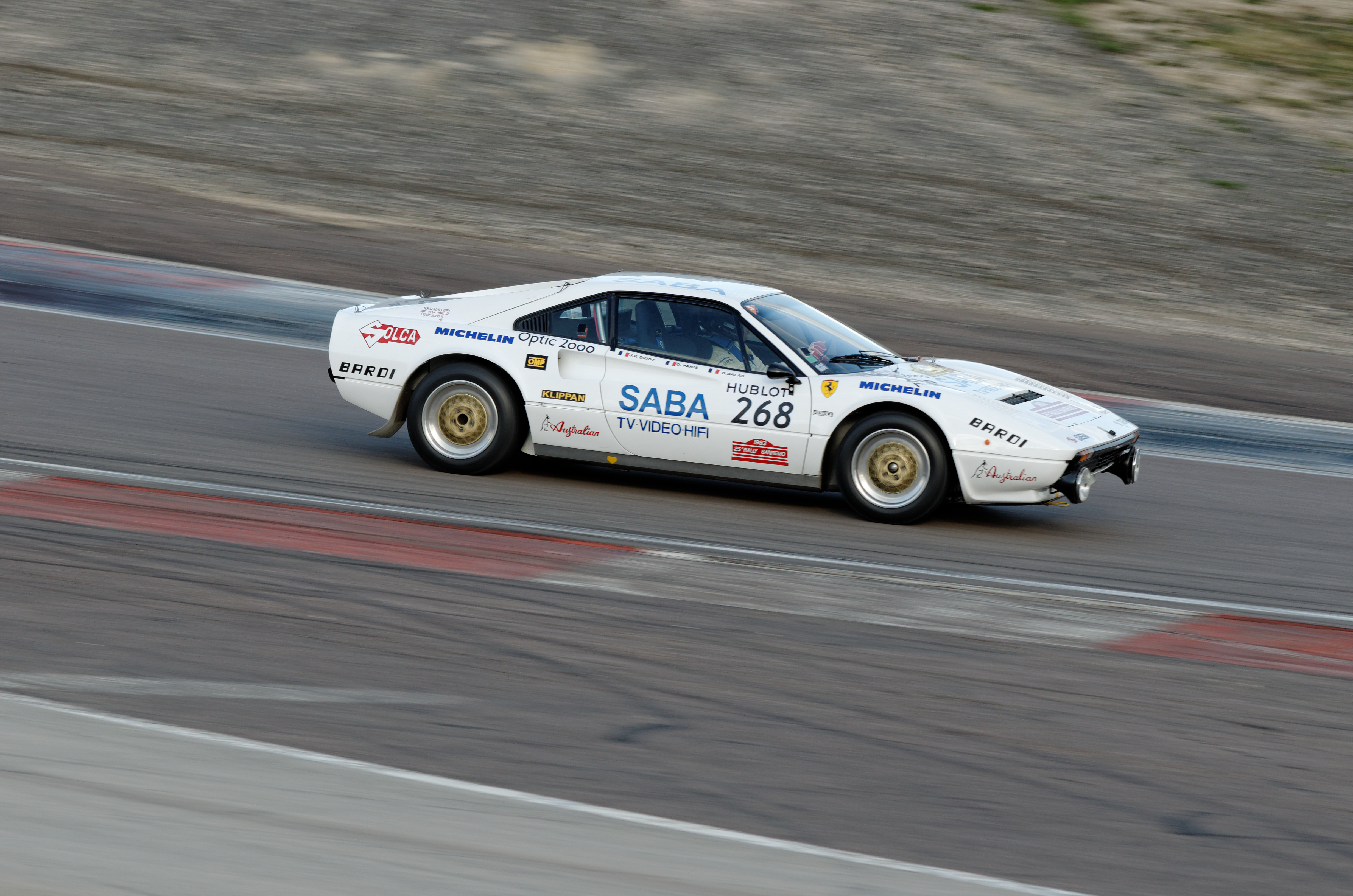
Une Ferrari 308 GTB semblable à celle de Waldegård.

Michelotto a préparé trois 308 GTB pour Björn Waldegård, Federico Ormezzano et Menes. Ces berlinettes pèsent 980 kg et sont dotées d'un moteur V8 de trois litres, en position centrale arrière. Celle de Menes est une version groupe 4 (injection mécanique Kugelfischer, 16 soupapes, 320 chevaux), tandis que celles de ses coéquipiers sont des versions groupe B (injection Bosch K-Jetronic, 32 soupapes, 310 chevaux). Les trois voitures sont chaussées de pneus Michelin.
- Alfa Romeo

L'écurie Tre Gazzelle engage un coupé Alfetta GTV6 groupe A (1080 kg, moteur V6, 2492 cm3, 220 chevaux) pour Gabriele Noberasco. Bruno Bentivogli dispose d'un modèle identique au sein de l'équipe Bologna Corse. 
- Citroën

Alain Coppier pilote son habituelle Visa Chrono groupe B (780 kg, 1434 cm3, 140 chevaux à 7200 tr/min). De nombreux pilotes privés italiens courent sur des modèles identiques, les plus en vue étant Maurizio Verini et Vittoro Caneva.

## Déroulement de la course

### Première étape
Les concurrents s'élancent de San Remo le dimanche après-midi, pour une courte boucle entièrement courue sur asphalte. Les Lancia dominent totalement, Walter Röhrl s'imposant dans les six épreuves spéciales disputées. Le champion du monde rallie la parc fermé avec une demi-minute d'avance sur son coéquipier Attilio Bettega. Les voitures italiennes ont écrasé la concurrence et occupent les sept premières places du classement général, Massimo Biasion et Markku Alén, respectivement troisième et quatrième, comptant moins d'une minute de retard sur la voiture de tête. Sur la première Opel, Henri Toivonen, huitième, est à une minute et demie de Röhrl, tandis que la première Audi, aux mains de Michèle Mouton, n'est que douzième, à près de trois minutes, alors que ses coéquipiers Hannu Mikkola et Stig Blomqvist ont tous deux été retardés par des problèmes de direction assistée.

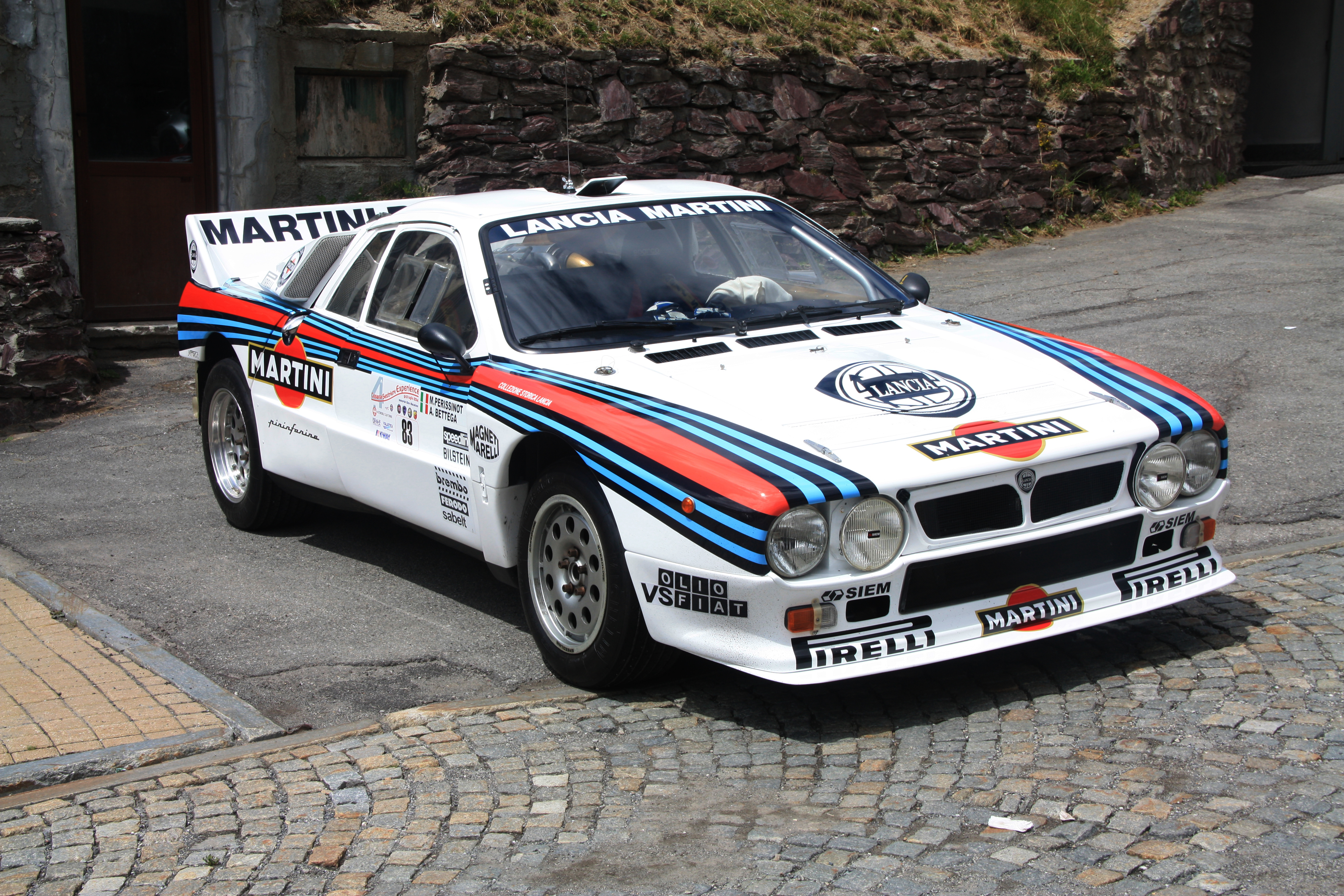
Domination totale des Lancia Rally 037 sur l'asphalte : au terme de la boucle dominicale, elles s'imposent aux sept premières places !

| Pos. | Pilote             | Copilote              | Voiture                 | Groupe | Temps           | Écart        |
| ---- | ------------------ | --------------------- | ----------------------- | ------ | --------------- | ------------ |
| 1    | Walter Röhrl       | Christian Geistdörfer | Lancia Rally 037        | B      | 56 min 57 s     |              |
| 2    | Attilio Bettega    | Maurizio Perissinot   | Lancia Rally 037        | B      | 57 min 28 s     | + 31 s       |
| 3    | Massimo Biasion    | Tiziano Siviero       | Lancia Rally 037        | B      | 57 min 46 s     | + 49 s       |
| 4    | Markku Alén        | Ilkka Kivimäki        | Lancia Rally 037        | B      | 57 min 53 s     | + 56 s       |
| 5    | Adartico Vudafieri | Luigi Pirollo         | Lancia Rally 037        | B      | 58 min 09 s     | + 1 min 12 s |
| 6    | Fabrizio Tabaton   | Luciano Tedeschini    | Lancia Rally 037        | B      | 58 min 13 s     | + 1 min 16 s |
| 7    | Andrea Zanussi     | Sergio Cresto         | Lancia Rally 037        | B      | 58 min 24 s     | + 1 min 27 s |
| 8    | Henri Toivonen     | Fred Gallagher        | Opel Manta 400          | B      | 58 min 25 s     | + 1 min 28 s |
| 9    | Dario Cerrato      | Giuseppe Cerri        | Opel Manta 400          | B      | 58 min 33 s     | + 1 min 36 s |
| 10   | Antonio Tognana    | Massimo De Antoni     | Lancia Rally 037        | B      | 58 min 56 s     | + 1 min 59 s |
| 11   | Ari Vatanen        | Terry Harryman        | Opel Manta 400          | B      | 59 min 41 s     | + 2 min 44 s |
| 12   | Michèle Mouton     | Fabrizia Pons         | Audi Quattro A2         | B      | 59 min 49 s     | + 2 min 52 s |
| 13   | Björn Waldegård    | Claes Billstam        | Ferrari 308 GTB         | B      | 1 h 00 min 03 s | + 3 min 06 s |
| 14   | 'Lucky'            | ‘Rudy’                | Opel Manta 400          | B      | 1 h 00 min 24 s | + 3 min 27 s |
| 15   | Hannu Mikkola      | Arne Hertz            | Audi Quattro A2         | B      | 1 h 00 min 32 s | + 3 min 35 s |
| 16   | Stig Blomqvist     | Björn Cederberg       | Audi Quattro A2         | B      | 1 h 02 min 29 s | + 5 min 32 s |
| 17   | Bernard Darniche   | Alain Mahé            | Audi Quattro A2         | B      | 1 h 02 min 53 s | + 5 min 56 s |
| 18   | Gabriele Noberasco | Daniele Cianci        | Alfa Romeo Alfetta GTV6 | A      | 1 h 03 min 52 s | + 6 min 55 s |
| 19   | Mauro Pregliasco   | Massimo Sghedoni      | Ford Escort RS1600i     | A      | 1 h 04 min 18 s | + 7 min 21 s |
| 20   | Bruno Bentivogli   | Stefano Evangelisti   | Alfa Romeo Alfetta GTV6 | A      | 1 h 04 min 46 s | + 7 min 49 s |

### Deuxième étape
Les équipages repartent de San Remo peu après minuit. L'autoroute les conduit en Toscane où seront disputées les épreuves de la journée, toutes sur terre. Dans ces conditions, les pilotes Audi profitent de la motricité de leurs machines pour effectuer une spectaculaire remontée au classement général, Blomqvist se montrant le plus souvent à son avantage. Röhrl et Alén contrôlent toutefois le retour des machines allemandes mais dans le secteur de Riparbella la Lancia de tête est retardée par un problème d'entraînement du compresseur. Alén prend alors la première place devant son coéquipier, qui sera à nouveau retardé dans les tronçons chronométrés suivants et va plonger à la dix-septième place du classement général, avec plus de six minutes de retard. Michèle Mouton occupe alors la deuxième place, à moins d'une minute d'Alén qui, au prix d'une belle attaque, parvient à ne concéder qu'un minimum de temps à la Française. La veille préoccupé par l'état de santé de son fils, le champion finlandais, désormais rassuré, va même profiter du manque de maniabilité des Audi Quattro dans les dernières épreuves de la journée pour creuser à nouveau l'écart, ralliant Sienne avec près de deux minutes d'avance sur Michèle Mouton, ralliant Sienne avec près de deux minutes d'avance sur Michèle Mouton, qui devance de peu ses coéquipiers Blomqvist et Mikkola à l'arrivée au parc fermé. Moins à l'aise sur piste que son chef de file, Bettega a rétrogradé au cinquième rang, talonné par les Opel d'Henri Toivonen et Ari Vatanen. Röhrl est remonté à la dixième place mais, avec six minutes de retard, ne peut plus viser la victoire. Björn Waldegård, qui effectuait une course régulière dans le sillage du champion du monde, a dû abandonner peu avant Sienne, la pompe à eau de sa Ferrari ayant brutalement lâché, provoquant la casse du moteur.

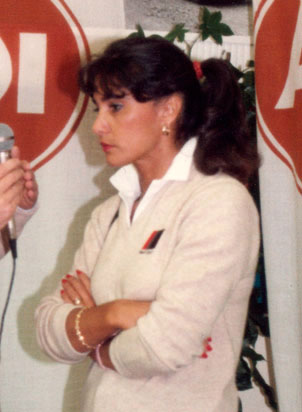
Douzième au départ de la deuxième étape, Michèle Mouton a rallié Sienne en seconde position.

| Pos. | Pilote             | Copilote              | Voiture                 | Groupe | Temps           | Écart         |
| ---- | ------------------ | --------------------- | ----------------------- | ------ | --------------- | ------------- |
| 1    | Markku Alén        | Ilkka Kivimäki        | Lancia Rally 037        | B      | 3 h 25 min 16 s |               |
| 2    | Michèle Mouton     | Fabrizia Pons         | Audi Quattro A2         | B      | 3 h 27 min 03 s | + 1 min 47 s  |
| 3    | Stig Blomqvist     | Björn Cederberg       | Audi Quattro A2         | B      | 3 h 27 min 20 s | + 2 min 04 s  |
| 4    | Hannu Mikkola      | Arne Hertz            | Audi Quattro A2         | B      | 3 h 27 min 54 s | + 2 min 38 s  |
| 5    | Attilio Bettega    | Maurizio Perissinot   | Lancia Rally 037        | B      | 3 h 29 min 02 s | + 3 min 46 s  |
| 6    | Henri Toivonen     | Fred Gallagher        | Opel Manta 400          | B      | 3 h 29 min 08 s | + 3 min 52 s  |
| 7    | Ari Vatanen        | Terry Harryman        | Opel Manta 400          | B      | 3 h 29 min 18 s | + 4 min 02 s  |
| 8    | Adartico Vudafieri | Luigi Pirollo         | Lancia Rally 037        | B      | 3 h 29 min 57 s | + 4 min 41 s  |
| 9    | Fabrizio Tabaton   | Luciano Tedeschini    | Lancia Rally 037        | B      | 3 h 31 min 04 s | + 5 min 48 s  |
| 10   | Walter Röhrl       | Christian Geistdörfer | Lancia Rally 037        | B      | 3 h 31 min 19 s | + 6 min 03 s  |
| 11   | Dario Cerrato      | Giuseppe Cerri        | Opel Manta 400          | B      | 3 h 33 min 48 s | + 8 min 32 s  |
| 12   | Andrea Zanussi     | Sergio Cresto         | Lancia Rally 037        | B      | 3 h 34 min 15 s | + 8 min 59 s  |
| 13   | Massimo Biasion    | Tiziano Siviero       | Lancia Rally 037        | B      | 3 h 34 min 24 s | + 9 min 08 s  |
| 14   | 'Lucky'            | ‘Rudy’                | Opel Manta 400          | B      | 3 h 36 min 54 s | + 11 min 38 s |
| 15   | Bernard Darniche   | Alain Mahé            | Audi Quattro A2         | B      | 3 h 38 min 10 s | + 12 min 54 s |
| 16   | Gabriele Noberasco | Daniele Cianci        | Alfa Romeo Alfetta GTV6 | A      | 3 h 47 min 51 s | + 22 min 35 s |
| 17   | Bruno Bentivogli   | Stefano Evangelisti   | Alfa Romeo Alfetta GTV6 | A      | 3 h 48 min 26 s | + 23 min 10 s |
| 18   | Vittoro Caneva     | Loris Roggia          | Citroën Visa Chrono     | B      | 3 h 50 min 10 s | + 24 min 54 s |
| 19   | Alain Coppier      | Léon Lejeune          | Citroën Visa Chrono     | B      | 3 h 55 min 41 s | + 30 min 25 s |
| 20   | Giovanni Del Zoppo | Betty Tognana         | Talbot Samba Rallye     | B      | 3 h 56 min 04 s | + 30 min 48 s |

### Troisième étape
Les concurrents restant en course repartent le mardi matin, en direction de Pise. Bien que le parcours sélectif, intégralement sur terre, avantage les Audi, les pilotes Lancia se mettent en évidence en début d'étape : Alén conserve plus d'une minute et demie d'avance sur Mouton et Blomqvist, tandis que Mikkola ne tarde pas à abandonner, sa voiture étant entièrement détruite dans un incendie provoqué par un court-circuit dans le secteur de Castelgiocondo. Blomqvist réagit dans les épreuves suivantes : il déborde sa coéquipière Michèle Mouton pour le gain de la deuxième place et revient bientôt à une quarantaine de secondes de la Lancia de tête, avant qu'une touchette dans le secteur de Pienza ne provoque une crevaison, lui faisant perdre une minute et demie. Mouton reprend alors la deuxième place, à une minute du leader, mais peu après un dérèglement du système d'injection lui fait perdre beaucoup de temps et la Française tombe à la septième place, perdant toute chance de victoire. Alén compte alors deux minutes d'avance sur Blomqvist et près de quatre sur Toivonen ; ce dernier est directement menacé par Röhrl, auteur d'une très belle remontée. Le pilote allemand réalise des prouesses sur la terre, parvenant à tenir le rythme des Audi. Il s'empare de la troisième place en début de soirée et se rapproche de Blomqvist, ralliant Pise avec moins de deux minutes de retard sur le Suédois. En tête, Alén conserve une confortable avance sur ses poursuivants, d'autant que les deux dernières étapes se dérouleront exclusivement sur asphalte, où la Lancia excelle. Malgré ses problèmes techniques, Michèle Mouton est remontée en cinquième position, en sandwich entre les Opel de Toivonen et Vatanen. Gêné par la poussière des Audi qui le précédaient sur la route, Bettega n'est que septième, juste devant ses coéquipiers Vudafieri et Biasion.

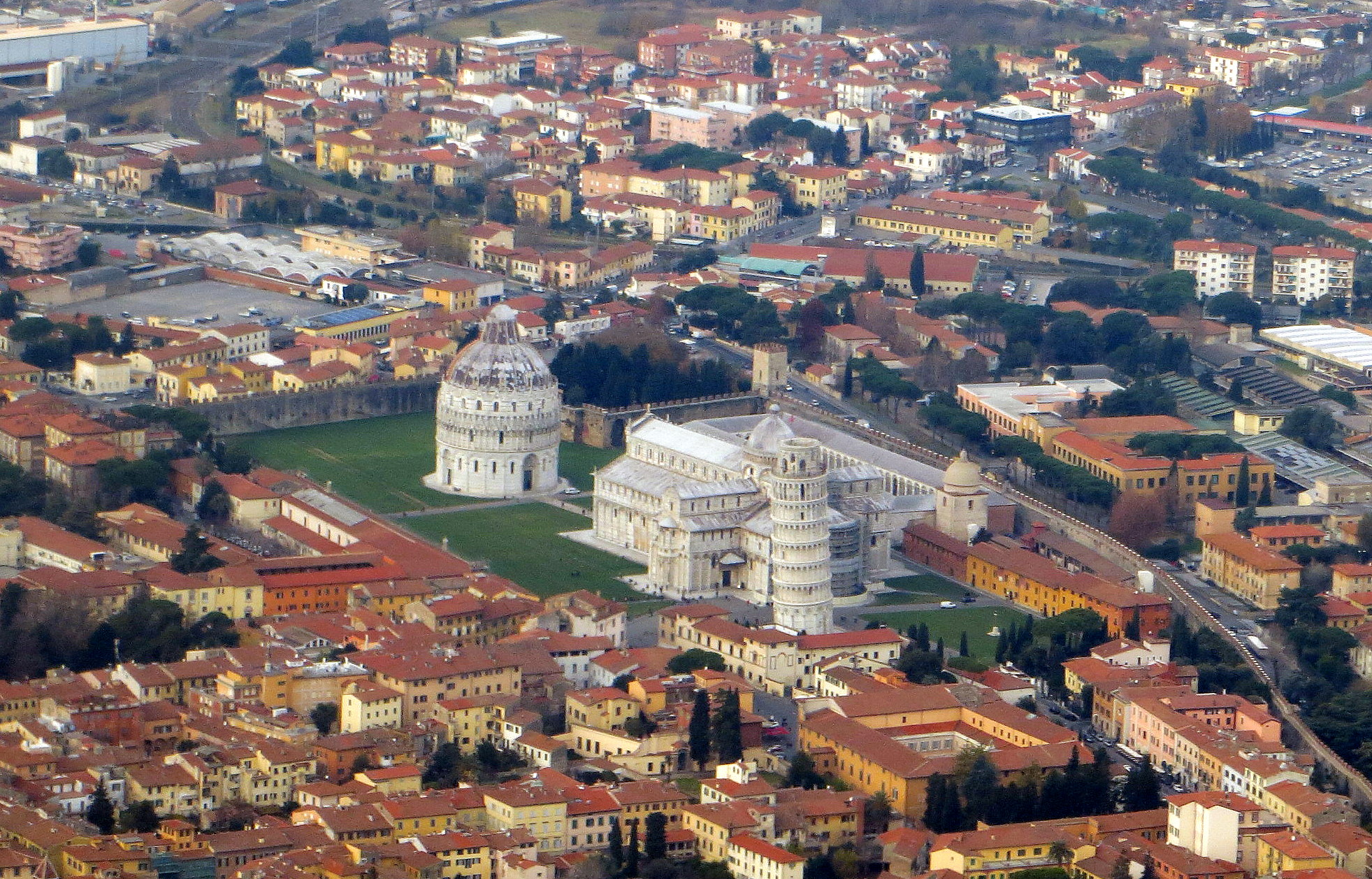
Pise, terme de la troisième étape.

| Pos. | Pilote             | Copilote              | Voiture                 | Groupe | Temps           | Écart         |
| ---- | ------------------ | --------------------- | ----------------------- | ------ | --------------- | ------------- |
| 1    | Markku Alén        | Ilkka Kivimäki        | Lancia Rally 037        | B      | 5 h 48 min 09 s |               |
| 2    | Stig Blomqvist     | Björn Cederberg       | Audi Quattro A2         | B      | 5 h 49 min 51 s | + 1 min 42 s  |
| 3    | Walter Röhrl       | Christian Geistdörfer | Lancia Rally 037        | B      | 5 h 51 min 48 s | + 3 min 39 s  |
| 4    | Henri Toivonen     | Fred Gallagher        | Opel Manta 400          | B      | 5 h 52 min 33 s | + 4 min 24 s  |
| 5    | Michèle Mouton     | Fabrizia Pons         | Audi Quattro A2         | B      | 5 h 53 min 26 s | + 5 min 17 s  |
| 6    | Ari Vatanen        | Terry Harryman        | Opel Manta 400          | B      | 5 h 54 min 07 s | + 5 min 58 s  |
| 7    | Attilio Bettega    | Maurizio Perissinot   | Lancia Rally 037        | B      | 5 h 54 min 17 s | + 6 min 08 s  |
| 8    | Adartico Vudafieri | Luigi Pirollo         | Lancia Rally 037        | B      | 5 h 55 min 51 s | + 7 min 42 s  |
| 9    | Massimo Biasion    | Tiziano Siviero       | Lancia Rally 037        | B      | 5 h 57 min 03 s | + 8 min 54 s  |
| 10   | Dario Cerrato      | Giuseppe Cerri        | Opel Manta 400          | B      | 6 h 01 min 27 s | + 13 min 18 s |
| 11   | 'Lucky'            | ‘Rudy’                | Opel Manta 400          | B      | 6 h 06 min 03 s | + 17 min 54 s |
| 12   | Bernard Darniche   | Alain Mahé            | Audi Quattro A2         | B      | 6 h 06 min 57 s | + 18 min 48 s |
| 13   | Gabriele Noberasco | Daniele Cianci        | Alfa Romeo Alfetta GTV6 | A      | 6 h 29 min 01 s | + 40 min 52 s |
| 14   | Vittoro Caneva     | Loris Roggia          | Citroën Visa Chrono     | B      | 6 h 32 min 38 s | + 44 min 29 s |
| 15   | Werner Grissmann   | Jörg Pattermann       | Audi 80 Quattro         | A      | 6 h 35 min 52 s | + 47 min 43 s |
| 16   | Alain Coppier      | Léon Lejeune          | Citroën Visa Chrono     | B      | 6 h 36 min 28 s | + 48 min 19 s |
| 17   | Giovanni Del Zoppo | Betty Tognana         | Talbot Samba Rallye     | B      | 6 h 37 min 04 s | + 48 min 55 s |
| 18   | Bruno Bentivogli   | Stefano Evangelisti   | Alfa Romeo Alfetta GTV6 | A      | 6 h 45 min 34 s | + 57 min 25 s |

### Quatrième étape
Sans surprise, le retour vers San Remo, la nuit du mercredi au jeudi, permet aux Lancia de conforter leurs positions. Sur l'asphalte sec, quelques épreuves suffisent à Röhrl pour combler son retard sur Blomqvist, d'autant plus facilement que l'Audi du Suédois est sujette à des problèmes de suralimentation. Alén et Röhrl terminent l'étape aux deux premières places devant Blomqvist et Toivonen. Bettega et Vudafieri ont dépassé Michèle Mouton, tombée à la septième place et désormais menacée par Biasion.
| Pos. | Pilote             | Copilote              | Voiture                 | Groupe | Temps           | Écart             |
| ---- | ------------------ | --------------------- | ----------------------- | ------ | --------------- | ----------------- |
| 1    | Markku Alén        | Ilkka Kivimäki        | Lancia Rally 037        | B      | 6 h 54 min 48 s |                   |
| 2    | Walter Röhrl       | Christian Geistdörfer | Lancia Rally 037        | B      | 6 h 59 min 10 s | + 4 min 22 s      |
| 3    | Stig Blomqvist     | Björn Cederberg       | Audi Quattro A2         | B      | 6 h 59 min 52 s | + 5 min 04 s      |
| 4    | Henri Toivonen     | Fred Gallagher        | Opel Manta 400          | B      | 7 h 00 min 22 s | + 5 min 34 s      |
| 5    | Attilio Bettega    | Maurizio Perissinot   | Lancia Rally 037        | B      | 7 h 00 min 55 s | + 6 min 07 s      |
| 6    | Adartico Vudafieri | Luigi Pirollo         | Lancia Rally 037        | B      | 7 h 02 min 50 s | + 8 min 02 s      |
| 7    | Michèle Mouton     | Fabrizia Pons         | Audi Quattro A2         | B      | 7 h 04 min 39 s | + 9 min 51 s      |
| 8    | Massimo Biasion    | Tiziano Siviero       | Lancia Rally 037        | B      | 7 h 05 min 56 s | + 11 min 08 s     |
| 9    | Ari Vatanen        | Terry Harryman        | Opel Manta 400          | B      | 7 h 07 min 15 s | + 12 min 27 s     |
| 10   | Dario Cerrato      | Giuseppe Cerri        | Opel Manta 400          | B      | 7 h 09 min 45 s | + 14 min 57 s     |
| 11   | 'Lucky'            | ‘Rudy’                | Opel Manta 400          | B      | 7 h 16 min 56 s | + 22 min 08 s     |
| 12   | Bernard Darniche   | Alain Mahé            | Audi Quattro A2         | B      | 7 h 24 min 07 s | + 29 min 19 s     |
| 13   | Gabriele Noberasco | Daniele Cianci        | Alfa Romeo Alfetta GTV6 | A      | 7 h 45 min 59 s | + 51 min 11 s     |
| 14   | Vittoro Caneva     | Loris Roggia          | Citroën Visa Chrono     | B      | 7 h 49 min 50 s | + 55 min 02 s     |
| 15   | Alain Coppier      | Léon Lejeune          | Citroën Visa Chrono     | B      | 7 h 53 min 48 s | + 59 min 00 s     |
| 16   | Giovanni Del Zoppo | Betty Tognana         | Talbot Samba Rallye     | B      | 7 h 54 min 52 s | + 1 h 00 min 04 s |

### Cinquième étape
Alors que les Lancia ont pratiquement course gagnée, la dernière nuit est fatale à l'Audi de Blomqvist, qui sort de la route dans une épingle près du col d'Oggia à cause d'un problème de freins. Vatanen est également sorti de la route, tout comme Vudafieri. Un moment troisième, Toivonen s'est rapidement fait déborder par Bettega, qui va rallier l'arrivée derrière ses coéquipiers Alén (qui avait déjà gagné cette épreuve en 1978) et Röhrl, assurant le triplé pour la marque italienne. Quatrième sur son Opel, Toivonen précède la Lancia de Biasion alors que Gabriele Noberasco, dixième sur son Alfa Romeo, s'impose en groupe A. Seulement trente-six voitures ont fini la course. Grâce à sa victoire, la Scuderia Lancia est d'ores et déjà assurée de remporter le championnat du monde des constructeurs.

### Classements intermédiaires
Classements intermédiaires des pilotes après chaque épreuve spéciale

### Classement général

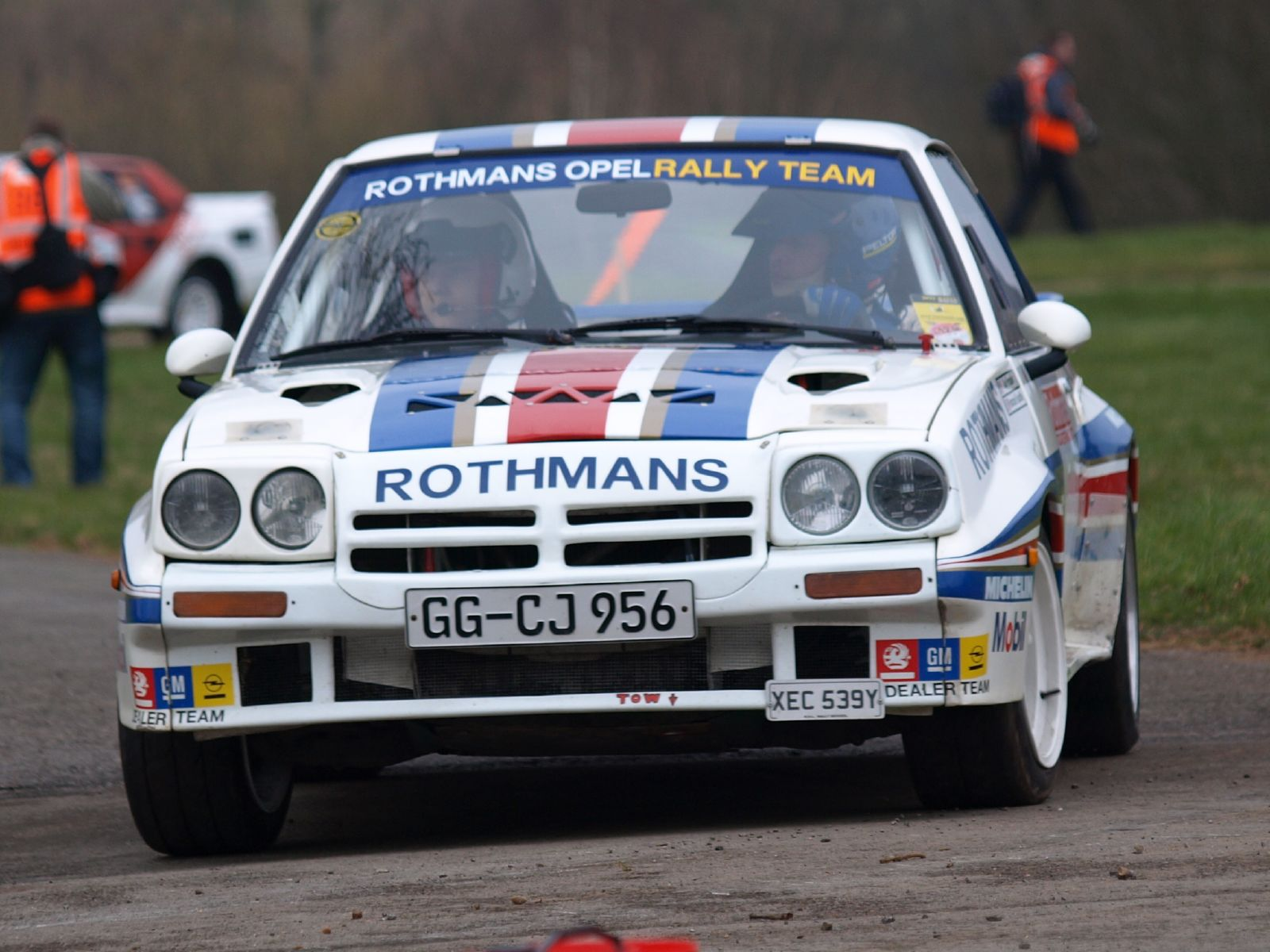
Belle prestation des Opel Manta 400, qui ont battu les Audi.

| Pos | No | Pilote             | Copilote              | Voiture                 | Temps           | Écart             | Groupe |
| --- | -- | ------------------ | --------------------- | ----------------------- | --------------- | ----------------- | ------ |
| 1   | 6  | Markku Alén        | Ilkka Kivimäki        | Lancia Rally 037        | 8 h 50 min 17 s |                   | B      |
| 2   | 2  | Walter Röhrl       | Christian Geistdörfer | Lancia Rally 037        | 8 h 52 min 26 s | + 2 min 09 s      | B      |
| 3   | 9  | Attilio Bettega    | Maurizio Perissinot   | Lancia Rally 037        | 8 h 55 min 27 s | + 5 min 10 s      | B      |
| 4   | 7  | Henri Toivonen     | Fred Gallagher        | Opel Manta 400          | 8 h 59 min 49 s | + 9 min 32 s      | B      |
| 5   | 18 | Massimo Biasion    | Tiziano Siviero       | Lancia Rally 037        | 9 h 00 min 42 s | + 10 min 25 s     | B      |
| 6   | 15 | Dario Cerrato      | Giuseppe Cerri        | Opel Manta 400          | 9 h 08 min 04 s | + 17 min 47 s     | B      |
| 7   | 8  | Michèle Mouton     | Fabrizia Pons         | Audi Quattro A2         | 9 h 14 min 20 s | + 24 min 03 s     | B      |
| 8   | 19 | 'Lucky'            | ‘Rudy’                | Opel Manta 400          | 9 h 17 min 17 s | + 27 min 00 s     | B      |
| 9   | 11 | Bernard Darniche   | Alain Mahé            | Audi Quattro A2         | 9 h 28 min 35 s | + 38 min 18 s     | B      |
| 10  | 22 | Gabriele Noberasco | Daniele Cianci        | Alfa Romeo Alfetta GTV6 | 9 h 58 min 39 s | + 1 h 08 min 22 s | A      |

### Équipages de tête
- ES1 à ES12 :  Walter Röhrl -  Christian Geistdörfer (Lancia Rally 037)
- ES13 à ES58 :  Markku Alén -  Ilkka Kivimäki (Lancia Rally 037)

### Vainqueurs d'épreuves spéciales
- Walter Röhrl -  Christian Geistdörfer (Lancia Rally 037) : 33 spéciales (ES 1 à 6, 17, 22, 24 à 26, 28, 33 à 37, 40, 41, 44, 46 à 58)
- Stig Blomqvist -  Björn Cederberg (Audi Quattro A2) : 22 spéciales (ES 7 à 16, 18, 20, 21, 23, 29, 30, 32, 37 à 39, 41, 42)
- Attilio Bettega -  Maurizio Perissinot (Lancia Rally 037) : 4 spéciales (ES 4, 6, 45, 47)
- Markku Alén -  Ilkka Kivimäki (Lancia Rally 037) : 3 spéciales (ES 19, 42, 43)
- Massimo Biasion -  Tiziano Siviero (Lancia Rally 037) : 3 spéciales (ES 27, 32, 56)
- Hannu Mikkola -  Arne Hertz (Audi Quattro A2) : 2 spéciales (ES 10, 20)
- Michèle Mouton -  Fabrizia Pons (Audi Quattro A2) : 2 spéciales (ES 31, 36)
- Henri Toivonen -  Fred Gallagher (Opel Manta 400) : 1 spéciale (ES 42)

## Résultats des principaux engagés
| No | Pilote             | Copilote              | Voiture                 | Groupe | Classement général                           | Class. groupe |
| -- | ------------------ | --------------------- | ----------------------- | ------ | -------------------------------------------- | ------------- |
| 1  | Stig Blomqvist     | Björn Cederberg       | Audi Quattro A2         | B      | ab. dans la 54e spéciale (sortie de route)   | -             |
| 2  | Walter Röhrl       | Christian Geistdörfer | Lancia Rally 037        | B      | 2e à 2 min 09 s                              | 2e            |
| 3  | Björn Waldegård    | Claes Billstam        | Ferrari 308 GTB         | B      | ab. dans la 25e spéciale (moteur)            | -             |
| 4  | Ari Vatanen        | Terry Harryman        | Opel Manta 400          | B      | ab. dans la 51e spéciale (sortie de route)   | -             |
| 5  | Hannu Mikkola      | Arne Hertz            | Audi Quattro A2         | B      | ab. dans la 28e spéciale (incendie)          | -             |
| 6  | Markku Alén        | Ilkka Kivimäki        | Lancia Rally 037        | B      | 1er                                          | 1er           |
| 7  | Henri Toivonen     | Fred Gallagher        | Opel Manta 400          | B      | 4e à 9 min 32 s                              | 4e            |
| 8  | Michèle Mouton     | Fabrizia Pons         | Audi Quattro A2         | B      | 7e à 24 min 03 s                             | 7e            |
| 9  | Attilio Bettega    | Maurizio Perissinot   | Lancia Rally 037        | B      | 3e à 5 min 10 s                              | 3e            |
| 10 | Adartico Vudafieri | Luigi Pirollo         | Lancia Rally 037        | B      | ab. dans la 51e spéciale (sortie de route)   | -             |
| 11 | Bernard Darniche   | Alain Mahé            | Audi Quattro A2         | B      | 9e à 38 min 18 s                             | 9e            |
| 12 | Andrea Zanussi     | Sergio Cresto         | Lancia Rally 037        | B      | ab. dans la 34e spéciale (sortie de route)   | -             |
| 14 | Federico Ormezzano | Claudio Berro         | Ferrari 308 GTB         | B      | ab. dans la 4e spéciale (demi-arbre)         | -             |
| 15 | Dario Cerrato      | Giuseppe Cerri        | Opel Manta 400          | B      | 6e à 17 min 47 s                             | 6e            |
| 16 | Fabrizio Tabaton   | Luciano Tedeschini    | Lancia Rally 037        | B      | ab. dans la 28e spéciale (sortie de route)   | -             |
| 18 | Massimo Biasion    | Tiziano Siviero       | Lancia Rally 037        | B      | 5e à 10 min 25 s                             | 5e            |
| 19 | 'Lucky'            | ‘Rudy’                | Opel Manta 400          | B      | 8e à 27 min 00 s                             | 8e            |
| 20 | Antonio Tognana    | Massimo De Antoni     | Lancia Rally 037        | B      | ab. dans la 16e spéciale (boîte de vitesses) | -             |
| 21 | Bruno Bentivogli   | Stefano Evangelisti   | Alfa Romeo Alfetta GTV6 | A      | 13e à 1 h 29 min 59 s                        | 2e            |
| 22 | Gabriele Noberasco | Daniele Cianci        | Alfa Romeo Alfetta GTV6 | A      | 10e à 1 h 08 min 22 s                        | 1er           |
| 23 | Maurizio Verini    | Claudio Cotelli       | Citroën Visa Chrono     | B      | ab. dans la 6e spéciale (alternateur)        | -             |
| 24 | Mauro Pregliasco   | Massimo Sghedoni      | Ford Escort RS1600i     | A      | ab. dans la 14e spéciale (différentiel)      | -             |
| 26 | Vittoro Caneva     | Loris Roggia          | Citroën Visa Chrono     | B      | 11e à 1 h 17 min 52 s                        | 10e           |
| 28 | Giovanni Del Zoppo | Betty Tognana         | Talbot Samba Rallye     | B      | 12e à 1 h 21 min 25 s                        | 11e           |
| 32 | Menes              | Emilio Radaelli       | Ferrari 308 GTB         | 4      | ab. dans la 2e spéciale (sortie de route)    | -             |
| 39 | Alain Coppier      | Léon Lejeune          | Citroën Visa Chrono     | B      | ab. dans la 50e spéciale (sortie de route)   | -             |
| 42 | Werner Grissmann   | Jörg Pattermann       | Audi 80 Quattro         | A      | ab. dans la 44e spéciale (sortie de route)   | -             |

## Classements des championnats à l'issue de la course

### Constructeurs
- Attribution des points : 10, 9, 8, 7, 6, 5, 4, 3, 2, 1 respectivement aux dix premières marques de chaque épreuve, additionnés de 8, 7, 6, 5, 4, 3, 2, 1 respectivement aux huit premières de chaque groupe (seule la voiture la mieux classée de chaque constructeur marque des points). Les points de groupe ne sont attribués qu'aux concurrents ayant terminé dans les dix premiers au classement général. Autorisées à participer, les voitures des groupes 2 et 4 ne sont pas éligibles aux points. Respectivement treizième et seizième du Rallye du Portugal, Citroën et Opel sont considérés neuvième et dixième de cette épreuve dans le cadre du championnat, car précédés par des voitures des groupes 2 ou 4, et marquent donc des points. De même au Safari, où Peugeot et Toyota, respectivement huitième et vingt-et-unième, sont considérés cinquième et huitième, en Nouvelle-Zélande pour Subaru, British Leyland, Mazda et Mitsubishi, considérés sixième, septième, huitième et neuvième et en Finlande pour Opel, officiellement dixième.

- Seuls les sept meilleurs résultats (sur dix épreuves) sont retenus pour le décompte final des points. Lancia doit donc décompter les dix points acquis en Argentine.

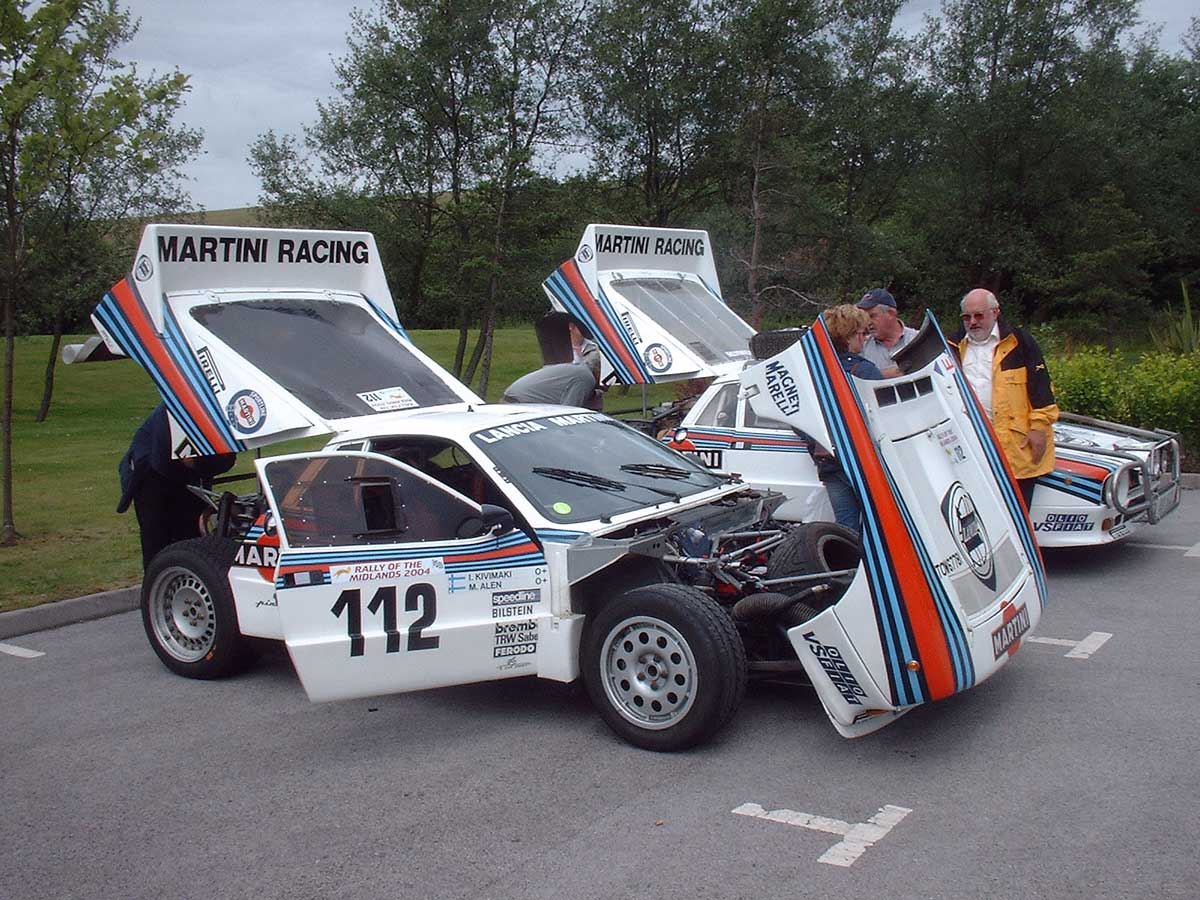
Grâce à sa victoire (la cinquième de la saison) en Italie, la Rally 037 permet à Lancia de s'attribuer un quatrième titre mondial sans attendre la dernière manche du championnat.

| Pos. | Marque          | Points    | M-C  | POR  | SAF  | COR  | ACR  | NZ   | ARG   | FIN  | SAN  | RAC |
| ---- | --------------- | --------- | ---- | ---- | ---- | ---- | ---- | ---- | ----- | ---- | ---- | --- |
| 1    | Lancia          | 118 (128) | 10+8 | 8+6  | -    | 10+8 | 10+8 | 10+8 | (6+4) | 8+6  | 10+8 |     |
| 2    | Audi            | 104       | 8+6  | 10+8 | 9+7  | -    | 8+6  | -    | 10+8  | 10+8 | 4+2  |     |
| 3    | Opel            | 82        | 6+4  | 1+8  | 10+8 | 4+8  | 7+5  | -    | -     | 1+8  | 7+5  |     |
| 4    | Nissan          | 52        | -    | 3+1  | 7+5  | 5+3  | 5+3  | 9+7  | -     | 3+1  | -    |     |
| 5    | Renault         | 27        | 4+2  | -    | -    | 6+4  | -    | -    | 4+7   | -    | -    |     |
| 6    | Toyota          | 18        | -    | -    | 3+7  | -    | -    | -    | -     | 5+3  | -    |     |
| 7    | Subaru          | 13        | -    | -    | -    | -    | -    | 5+8  | -     | -    | -    |     |
| 8    | British Leyland | 11        | -    | -    | -    | -    | -    | 4+7  | -     | -    | -    |     |
| 9    | Peugeot         | 10        | -    | -    | 6+4  | -    | -    | -    | -     | -    | -    |     |
| 10   | Citroën         | 9         | -    | 2+0  | -    | 3+2  | 2+0  | -    | -     | -    | -    |     |
| 10=  | Mazda           | 9         | -    | -    | -    | -    | -    | 3+6  | -     | -    | -    |     |
| 10=  | Alfa Romeo      | 9         | -    | -    | -    | -    | -    |      | -     | -    | 1+8  |     |
| 13   | Talbot          | 8         | -    | 5+3  | -    | -    | -    | -    | -     | -    | -    |     |
| 14   | Mitsubishi      | 7         | -    | -    | -    | -    | -    | 2+5  | -     | -    | -    |     |

### Pilotes
- Attribution des points : 20, 15, 12, 10, 8, 6, 4, 3, 2, 1 respectivement aux dix premiers de chaque épreuve.
- Seuls les sept meilleurs résultats (sur douze épreuves) sont retenus pour le décompte final des points. Autorisés à participer, les pilotes courant sur des voitures des groupes 2 et 4 ne sont pas éligibles aux points.

| Pos. | Pilote             | Marque        | Points | M-C | SUE | POR | SAF | COR | ACR | NZ | ARG | FIN | SAN | CIV | RAC |
| ---- | ------------------ | ------------- | ------ | --- | --- | --- | --- | --- | --- | -- | --- | --- | --- | --- | --- |
| 1    | Hannu Mikkola      | Audi          | 105    | 10  | 20  | 20  | 15  | -   | -   | -  | 20  | 20  | -   |     |     |
| 2    | Walter Röhrl       | Lancia        | 102    | 20  | -   | 12  | -   | 15  | 20  | 20 | -   | -   | 15  |     |     |
| 3    | Markku Alén        | Lancia        | 100    | 15  | -   | 10  | -   | 20  | 15  | -  | 8   | 12  | 20  |     |     |
| 4    | Stig Blomqvist     | Audi          | 69     | 12  | 15  | -   | -   | -   | 12  | -  | 15  | 15  | -   |     |     |
| 5    | Michèle Mouton     | Audi          | 53     | -   | 10  | 15  | 12  | -   | -   | -  | 12  | -   | 4   |     |     |
| 6    | Ari Vatanen        | Opel          | 44     | 8   | 6   | -   | 20  | -   | 10  | -  | -   | -   | -   |     |     |
| 7    | Attilio Bettega    | Lancia        | 42     | -   | -   | -   | -   | 10  | 8   | 12 | -   | -   | 12  |     |     |
| 8    | Shekhar Mehta      | Nissan, Audi¹ | 26     | -   | -   | -   | -   | -   | 6   | 10 | 10¹ | -   | -   |     |     |
| 9    | Adartico Vudafieri | Lancia        | 20     | -   | -   | 8   | -   | 12  | -   | -  | -   | -   | -   |     |     |
| 10   | Timo Salonen       | Nissan        | 18     | -   | -   | -   | -   | -   | -   | 15 | -   | 3   | -   |     |     |
| 11   | Lasse Lampi        | Audi          | 16     | -   | 12  | -   | -   | -   | -   | -  | -   | 4   |     |     |     |
| 11=  | Henri Toivonen     | Opel          | 16     | 6   | -   | -   | -   | -   | -   | -  | -   | -   | 10  |     |     |
| 13   | Jayant Shah        | Nissan        | 10     | -   | -   | -   | 10  | -   | -   | -  | -   | -   | -   |     |     |
| 13=  | Per Eklund         | Audi          | 10     | -   | -   | -   | -   | -   | -   | -  | -   | 10  | -   |     |     |
| 15   | Bruno Saby         | Renault       | 9      | 1   | -   | -   | -   | 8   | -   | -  | -   | -   | -   |     |     |
| 16   | Kalle Grundel      | Volkswagen    | 8      | -   | 8   | -   | -   | -   | -   | -  | -   | -   | -   |     |     |
| 16=  | Johnny Hellier     | Peugeot       | 8      | -   | -   | -   | 8   | -   | -   | -  | -   | -   | -   |     |     |
| 16=  | Reg Cook           | Nissan        | 8      | -   | -   | -   | -   | -   | -   | 8  | -   | -   | -   |     |     |
| 16=  | Pentti Airikkala   | Lancia        | 8      | -   | -   | -   | -   | -   | -   | -  | -   | 8   | -   |     |     |
| 16=  | Massimo Biasion    | Lancia        | 8      | -   | -   | -   | -   | -   | -   | -  | -   | -   | 8   |     |     |
| 16=  | Franz Wittmann     | Audi          | 8      | -   | -   | 4   | -   | -   | 4   | -  | -   | -   | -   |     |     |